# Ramal ferroviario Juan E. Barra-Coronel Dorrego
El Ramal Juan E. Barra - Coronel Dorrego pertenecía al Ferrocarril General Roca, Argentina.

## Ubicación
Se hallaba en la provincia de Buenos Aires en los partidos de Adolfo Gonzales Chaves, Tres Arroyos, Coronel Pringles y Coronel Dorrego.
Tenía una extensión de 119 km entre la localidad de Juan Eulogio Barra y la ciudad de Coronel Dorrego.

## Servicios
Era un ramal secundario de la red, no presta servicios de pasajeros ni de carga. Gran parte de sus vías están levantadas y sus terrenos fueron vendidos a particulares.
Aun así, el tramo entre Coronel Dorrego e Indio Rico está concesionado a la empresa de cargas Ferrosur Roca aunque a 2014, no es explotado.

## Historia
El ramal fue construido por el Ferrocarril del Sud en 1929.
En 1936 los tres trenes de pasajeros por semana eran tomados vía Azul, desde Buenos Aires. En 1948 el sistema ferroviario argentino fue nacionalizado el ramal pasó a ser parte del Ferrocarril General Roca. 
Los servicios de pasajeros cesaron en 1977, y la línea cerró el 2 de junio de 1993.